# 2022年乌克兰民主防卫租借法
2022年乌克兰民主防卫租借法（英語：Ukraine Democracy Defense Lend-Lease Act of 2022）是美国国会一项法案，该法律将以类似于第二次世界大战租借法案的方式向乌克兰提供物资。
该法案已于2022年4月6日在参议院获得全体一致通过，于2022年4月28日在众议院表决通过，2022年5月9日由美國總統拜登於在白宮橢圓形辦公室簽署成為法律。2022年10月1日烏克蘭民主防衛租借法正式全面生效。

## 条款
该法的全称为“一项旨在增强总统与乌克兰政府签订协议的权力，以便向乌克兰政府借出或租赁国防用品，以保护乌克兰平民免受俄罗斯军事入侵，并用于其他目的法案。
该法减少了从美国向乌克兰出口国防设备的繁文缛节，以确保设备及时交付，并适用于2022和2023财年。
《烏克蘭民主防衛租借法案》是1941年二戰時期的《租借法案》更新版，可賦予总统在俄烏戰爭期間有更大權力加快與烏克蘭和其他東歐國家簽署協議，以及更快地向烏克蘭。提供抵抗俄羅斯所需物資。二戰時期的《租借法案》为美国盟友提供了抗击纳粹德国的武器，并被认为是第二次世界大戰中的决定性因素。在3月法案生效時，可使用國家僅包括大英國協，4月中華民國開始納入，10月接受蘇聯運用此法案採購物資。

## 立法的通过
该法案于2022年4月6日在美国参议院获得一致通过，并于2022年4月28日在众议院以417票对10票获得通过。
投票反对该法案的十名共和党议员是：亚利桑那州的安迪·比格斯、北卡罗来纳州的丹·毕晓普、俄亥俄州的沃伦·大卫森、佛罗里达州的馬特·蓋茨、亚利桑那州的保罗·戈萨拉、佐治亚州的马乔里·泰勒·格林、肯塔基州的托马斯·马西、南卡罗来纳州的拉尔夫·诺曼、宾夕法尼亚州的斯科特·佩里和威斯康星州的汤姆·蒂凡尼。
2022年5月9日，即俄罗斯纪念1945年战胜纳粹德国的胜利日，乔·拜登总统将该法案签署成为法律。这一签署日期被视为“对俄罗斯总统弗拉基米尔·普京的回击”。

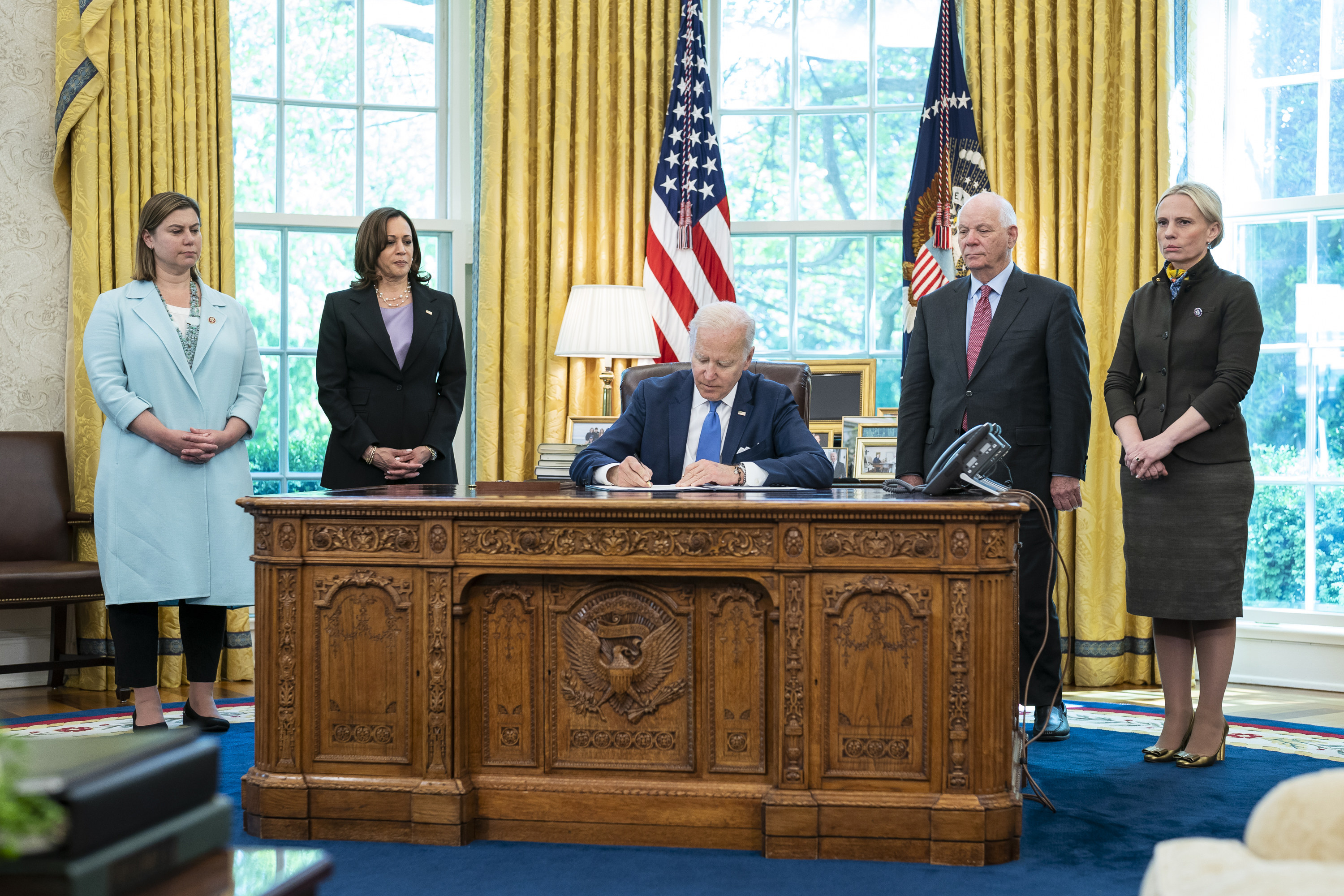
拜登簽署《2022年烏克蘭民主防衛租借法》

## 内文
第一节 短标题
该法案可被称为《2022年乌克兰民主防卫租借法案》
第二节 向乌克兰和东侧国家政府借出和租赁国防用品
(a) 向某些政府出借或租赁国防用品的权力——
(1) 总的来说——根据第（2）款，对于2022和2023财年，总统可授权美国政府向乌克兰政府或受俄罗斯联邦入侵乌克兰影响的东欧国家政府出借或租赁国防用品，以帮助增强这些国家的国防能力，保护其平民免受俄罗斯联邦武装部队的潜在入侵或持续侵略乌克兰。
(2) 排除——就第（1）款所述与乌克兰有关的管理局而言，以下法律规定不适用：
(A) 1961年《对外援助法》第503（b）（3）节（《美国法典》第22卷第2311（b）（3）节）
(B) 《武器出口管制法》第61节（《美国法典》第22卷第2796节）
(3) 状况——根据第（1）款向乌克兰政府贷款或租赁国防用品时，应遵守与归还、偿还和偿还贷款或租赁给外国政府的国防用品有关的所有适用法律。
(4) 授权——总统仅可将本小节项下的强化权力委托给经参议院建议和同意并由总统任命的官员。
(b) 国防用品的交付程序-总统应在本法颁布之日起不迟于60天内，制定快速程序，以交付根据（a）小节签订的协议借出或租赁给乌克兰政府的任何国防物品，以确保及时向乌克兰政府交付该物品。

(c) 辩护条款的定义——在本法案中，“国防条款”一词具有《武器出口管制法》第47节（《美国法典》第22卷第2794节）所赋予的含义。